# Malaika Firth
Malaika Firth (Mombasa, 23 marzo 1994) è una modella keniota.

## Biografia
Malaika nasce a Mombasa, in Kenya; si trasferisce però a Barking, una città di periferia a est di Londra, all'età di sette anni. È di discendenza Ugandese, delle Seychelles, svizzera e britannica. La sua famiglia in Kenya appartiene al gruppo etnico Giriama. Vive a New York, Stati Uniti.

## Carriera
Inizia la sua carriera a 17 anni quando la madre, dopo aver visto un episodio di "The Agency Model", decide di chiamare la Premier Model Management e organizzare un incontro. Malaika firma un contratto con l'agenzia.
Ha fatto il suo debutto alla New York Fashion Week nel 2012 per Odilon, ma ha guadagnato l'attenzione del mondo dopo aver partecipato alla campagna di Prada autunno/inverno 2013/2014, essendo la prima modella nera ad apparire in una campagna, per la casa di moda, dopo 19 anni. L'ultima modella nera ad apparire in una campagna Prada era stata Naomi Campbell nel 1994.
Nel 2013 ha partecipato al Victoria's Secret Fashion Show. 
Nel frattempo ha partecipato collezioni primavera/estate 2014 sfilando in più di 40 show, tra cui Jean Paul Gaultier, Bottega Veneta, Marc Jacobs, Kenzo, Dolce & Gabbana e molti altri.
Nel 2014 partecipa alle campagne primavera/estate di Valentino, Prada e Burberry. Nel 2015 riceve una nomination come modella dell'anno durante i British Fashion Awards, premio vinto dalla modella Jourdan Dunn.

## Agenzie
- Marilyn Agency - New York
- Oui Management - Parigi
- Women Management - Milano, Amburgo
- Premier Model Management - Londra
- Chic Management - Sydney
- Two Management - Los Angeles
- Elite - Toronto

## Campagne pubblicitarie
- Arket Swimwear (2019)
- Benetton P/E (2020)
- Bobbi Brown P/E (2018)
- Burberry P/E (2014) A/I (2014)
- Cushnie et Ochs Resort (2019)
- David Yumer P/E (2017)
- Diane von Furstenberg autunno (2024)
- Dsquared2 Holiday (2018)
- Gant A/I (2019)
- Gap 1969 (2016)
- Ghost Dream Fragrance (2017)
- H&M P/E (2019)
- Marc Jacobs Daisy Fragrance (2014-2015)
- Michael Kors (2016)
- Mytheresa.com (2016)
- Net-A-Porter (2016)
- Nordstrom (2016)
- Polo Ralph Lauren P/E (2017)
- Prada A/I (2013) P/E (2014)
- Ralph Lauren A/I (2020)
- Salvatore Ferragamo Holiday (2018)
- Swarovski (2018)
- Tommy Hilfiger A/I (2014)
- Topshop Denim P/E (2016)
- Topshop Holiday (2015)
- United Colors of Benetton P/E (2020)
- Valentino P/E (2014)
- Zara A/I (2014)
- Zalando (2019)